# 1043
| [ Edytuj tabelę ]          |                                                               |
| Książę Polski              | - 1034 Kazimierz I Odnowiciel 1058                            |
| Król Angkoru               | - 1010 Surjawarman I 1048                                     |
| Król Anglii                | - 1042 Edward Wyznawca 1066                                   |
| Król Aragonii i Nawarry    | - 1035 Ramiro I 1063                                          |
| Hrabia Barcelony           | - 1035 Rajmund Berengar I 1076                                |
| Książę Bawarii             | - 1042 Henryk VII 1047                                        |
| Książę Burgundii           | - 1032 Robert I 1076                                          |
| Cesarz Bizancjum           | - 1042 Konstantyn IX Monomach 1055                            |
| Cesarz Chin                | - 1022 Song Renzong 1063                                      |
| Książę Czech               | - 1035 Brzetysław I 1055                                      |
| Król Danii                 | - 1042 Magnus I Dobry 1047                                    |
| Władca Egiptu              | - 1036 Al-Mustansir 1094                                      |
| Król Francji               | - 1031 Henryk I 1060                                          |
| Król Gruzji                | - 1027 Bagrat IV 1072                                         |
| Hrabia Holandii            | - 1039 Dirk IV 1049                                           |
| Cesarz Japonii             | - 1036 Go-Suzaku 1045                                         |
| Kalif                      | - 1031 Al-Ka’im 1075                                          |
| Król Kastylii              | - 1035 Ferdynand I Wielki 1065                                |
| Wielki książę Kijowa       | - 1019 Jarosław Mądry 1054                                    |
| Patriarcha Konstantynopola | - 1025 Aleksy I Studyta 1043 - 1043 Michał I Cerulariusz 1058 |
| Władca Korei               | - 1034 Chŏngjong 1046                                         |
| Król Leónu                 | - 1037 Ferdynand I Wielki 1065                                |
| Król Norwegii              | - 1035 Magnus I Dobry 1047                                    |
| Książę Obodrzyców          | - 1029 Racibor 1043 - 1043 Gotszalk 1066                      |
| Hrabia Palatynatu          | - 1034 Otto I ze Szwabii 1045                                 |
| Papież                     | - 1032 Benedykt IX 1045                                       |
| Hrabia Portugalii          | - 1028 Mendo III 1050                                         |
| Książę Saksonii            | - 1011 Bernard II 1059                                        |
| Król Szkocji               | - 1040 Makbet 1057                                            |
| Król Szwecji               | - 1022 Anund Jakub 1050                                       |
| Doża Wenecji               | - 1032 Domenico Flabanico 1043 - 1043 Domenico Contarini 1071 |
| Król Węgier                | - 1041 Samuel Aba 1044                                        |

Rok 1043 / MXLIII
stulecia: X wiek ~
XI wiek ~
XII wiek

lata: 1033 «
1038 «
1039 «
1040 «
1041 «
1042 «
1043
» 1044
» 1045
» 1046
» 1047
» 1048
» 1053

## Wydarzenia w Polsce
- król Norwegii i Danii Magnus Dobry najechał na Wolin w wyniku czego miasto zostało całkowicie zniszczone.
- Założono pierwszy klasztor benedyktynów w Tyńcu.

## Wydarzenia na świecie
- 3 kwietnia – Edward Wyznawca został koronowany na króla Anglii.

## Urodzili się
- Data dzienna nieznana:
  - Jaropełk Piotr (zm. 1087)
  - Władysław Herman – książę polski, brat Bolesława Śmiałego, syn Kazimierza Odnowiciela (zm. 1102).
  - Cyd – kastylijski rycerz (zm. 1099).

## Zmarli
- 15 lutego – Gizela Szwabska, królowa Niemiec i cesarzowa (ur. 989)
- 20 lutego – Aleksy I Studyta, patriarcha Konstantynopola (ur. ?)
- data dzienna nieznana:
  - Georgios Maniakes, generał armii bizantyjskiej (ur. ?)
  - Racibor, książę obodrzycki (ur. ?)